# Pour la patrie et la liberté/LNNK
Pour la patrie et la liberté/LNKK (en letton : Tēvzemei un Brīvībai/LNNK, abrégé en TB/LNNK) est un ancien parti politique letton, de tendance nationaliste, national-conservatrice et économiquement libérale. Il est créé en 1993 sous le nom de Pour la patrie et la liberté (en letton : Tēvzemei un Brīvībai), qui fusionne en 1997 avec le LNNK, et est dissous en 2011 au sein de l'Alliance nationale.

## Histoire
Pour la patrie et la liberté est fondé en 1993, par l'union de deux groupes indépendantistes : Patrie et l'Union du 18-Novembre. Le parti obtient six députés sur 100 à la Saeima lors des élections de 1993. En 1995, faisant campagne sur le durcissement de la loi sur la citoyenneté, il obtient 14 députés. Il échoue à former un gouvernement avec le LNNK et l'Union des paysans de Lettonie, mais participe malgré tout au gouvernement d'Andris Šķēle. En 1997, le parti fusionne avec le Mouvement pour l'indépendance nationale de la Lettonie (LNNK), un autre parti indépendantiste de droite, et prend le nom de Pour la patrie et la liberté/LNKK.
Entre 1997 et 1998, le député TB/LNNK Guntars Krasts est Premier ministre. TB/LNNK participe aux gouvernements successifs jusqu'en 2004, date à laquelle il entre dans l'opposition jusqu'en 2006. En 2002, le parti rejoint l'Alliance pour l'Europe des nations, un parti politique européen eurosceptique ; en 2009, après la disparition de l'AEN, il rejoint l'ECR.
Avant les élections de 2010, le parti se voit refuser l'adhésion à Unité, une coalition politique de centre-droit. Il forme alors une coalition avec Tout pour la Lettonie !, un autre parti nationaliste. La fusion de ces deux partis au sein de l'Alliance nationale est actée en 2011.

## Idéologie
Le parti est hostile à l'influence soviétique puis russe en Lettonie, s'oppose à la naturalisation des Russes vivant dans le pays, et soutient la promotion de la langue lettone. Il est favorable à l'adhésion de la Lettonie à l'Union européenne, mais demeure eurosceptique. Sur le plan économique, il est favorable à l'économie de marché. Logiquement, TB/LNNK bénéficie surtout du soutien des Lettons ethniques.

## Direction
Présidents du parti :
- Māris Grīnblats (en) (de 1997 à 2002)
- Jānis Straume (en) (de 2002 à 2006)
- Roberts Zīle (de 2006 à 2011)

Présidents du groupe parlementaire :
- Jānis Straume (de 1997 à 2002)
- Māris Grīnblats (de 2002 à 2010)